# Brent Sancho
Brent Sancho (* 13. März 1977 in Maraval, Port of Spain, Trinidad) ist ein ehemaliger Fußballspieler aus Trinidad und Tobago und heutiger Politiker. Als Spieler war Sancho primär Innenverteidiger, konnte aber auch als rechter Verteidiger eingesetzt werden. Er ist seit Februar 2015 Sportminister von Trinidad und Tobago.

## Vereinskarriere
Brent Sancho wurde am 13. März 1977 in der heute nicht mehr existierenden Stanley’s Maternity Clinic im Vorort Maraval von Port of Spain als Sohn von Pearl Sancho (geb. Mc Nish) aus Freeport und Keith Sancho aus Port of Spain geboren. Ehe er in die Vereinigten Staaten auswanderte, absolvierte er in der Heimat das Trinity Junior Boys School und das Trinity College in Maraval sowie das Malick Senior Comprehensive in Morvant. Seine erste Station in den USA war das heute in dieser Form nicht mehr existierende Essex Community College.
Nach dem Bachelor of Arts in Psychologie an der St. John’s University in New York, in deren Universitätsmannschaft er auch gespielt hatte, führten Sancho die ersten beiden Stationen seiner Karriere als Fußballprofi in die finnische Liga, zuerst zum Myllykosken Pallo -47, bei dem er von den Fans zum besten Spieler 1998 gewählt wurde, und dann im Jahr 1999 zum FC Tervarit. Davor hatte er in der spielfreien Zeit zum Ende seiner Studienzeit auch auf Amateurbasis bei den Brooklyn Italians gespielt. Mit der Herrenfußballmannschaft der St. John’s gewann er 1996 den ersten und bislang einzigen nationalen Meistertitel in der Geschichte des Teams und war als Teil dieses zu Gast bei einer privaten Audienz beim damaligen Papst Johannes Paul II.
Im Jahr 2000 wechselte er in die USL A-League, die höchste Profiliga in den Vereinigten Staaten unterhalb der Major League Soccer, zu Charleston Battery und 2001 in der gleichen Liga zu den Portland Timbers. Nachdem ein Wechsel in die MLS gescheitert war, ging er 2002 in die trinidadische Liga zu San Juan Jabloteh. Mit diesem Verein gewann er 2002 die Meisterschaft. Die Spielzeit 2002/03 verbrachte er beim Joe Public FC in Trinidad.
In der Sommerpause 2003 ging er zurück nach Europa zum FC Dundee in die schottische Premier League. In den nächsten beiden Jahren absolvierte er 48 Pflichtspieleinsätze für Dundee, um schließlich im Sommer 2005 zum FC Gillingham zu wechseln. Dort spielte er mit seinem Nationalteamkollegen Ian Cox zusammen.
Im Dezember 2007 unterschrieb Sancho einen Vertrag für einen Monat beim FC Millwall. Dieser wurde nicht verlängert und er heuerte im März 2008 beim schottischen Verein Ross County an. Am Ende der Saison wurde sein Vertrag erneut nicht verlängert und er spielte beim FC Wrexham zur Probe. Auch bekam er keinen Vertrag. Im August 2008 kehrte Sancho in die USA zurück. In der zweiten Hälfte der Saison 2008 stand er für die Atlanta Silverbacks auf dem Platz.
Ab dem 26. Februar 2009 spielte er für die Rochester Rhinos, bei denen er einen Zweijahresvertrag unterschrieb. Nach nur einem Spieljahr, in dem er bei 24 Ligaeinsätze einen Treffer erzielt hatte, trat er einen Wechsel in die Heimat zu den North East Stars FC, deren Eigentümer und Cheftrainer er zu diesem Zeitpunkt auch war. In weiterer Folge gründete er sein eigenes Fußballteam mit dem Namen Central FC, das umgehend an der TT Pro League teilnahm und dessen er Chief Executive Officer er von Beginn an war.
Nachdem er im Februar 2015 zum Sportdirektor von Trinidad und Tobago ernannt worden war, legte er seine Funktion als CEO des Central FC nieder und übergab es dem Miteigentümer Kevin Harrison. Als Politiker repräsentiert er die Toco/Sangre-Grande UNC People’s Partnership Party.

## Nationalmannschaft
Sancho spielte in allen Jugend-Auswahlmannschaften seiner Heimat beginnend mit der U-14- bis hin zur U-23-Olympiaauswahl, deren Spielführer er zeitweise war. In einem A-Länderspiel debütierte er im März 2000 in einem Qualifikationsspiel für die Weltmeisterschaft 2002 gegen die Niederländischen Antillen 22-jährig. Teilweise war er Stammspieler der Auswahl, doch ab 2005 war er größtenteils nur noch Einwechselspieler. Sancho absolvierte 43 A-Länderspiele für die niederländischen Antillen und gehörte zum Endrundenaufgebot seines Geburtslandes für die WM 2006 in Deutschland. Am 9. Oktober 2006 trat er aus der Nationalmannschaft zurück.

## Privates
Er ist verheiratet mit Suzanne Sancho (geborene Mitchell), mit der er die beiden Kinder Jaden und Iliana hat. Brent Sancho gilt als Familienmensch mit einem tiefen Glauben an Gott.